# PLUS Markets
PLUS Markets Group PLC — электронная биржа, расположенная в Лондоне, Великобритания. Ранее известная как Ofex. По исследованию Nasdaq OMX, данная биржа прочно занимает нишу среди рынков малой и средней капитализации.
Компания начала своё существование в середине 1990-х годов, совершая сделки на рынке ценных бумаг. PLUS Markets была основана в декабре 2005 года как альтернатива Лондонской фондовой биржи для торгов акциями компаний малой и средней капитализации. Биржа работает на платформе Nasdaq OMX, которая была запущена в конце 2007 года после принятия Директивы Евросоюза «O рынках финансовых инструментов».
В сентябре 2009 года Саймон Бриклс, исполнительный директор PLUS Markets, завершил 18-месячную борьбу с Лондонской фондовой биржей за право торговать на рынке альтернативных инвестиций.
В первой половине 2009 года на торговых площадках PLUS Markets было продано более 36 млрд акций, что в три раза больше, чем в 2008 году. Рыночная капитализация всех компаний за тот же период выросла на одну треть до 2,5 млрд фунтов стерлингов.